# تايلر بالمر
تايلر بالمر (بالإنجليزية: Tyler Palmer)‏ هو متزحلق جبال الألب أمريكي، ولد في 22 يونيو 1950 في نورث كونواي في الولايات المتحدة.

## وصلات خارجية
- تايلر بالمر على موقع الاتحاد الدولي للتزلج (التزلج على المنحدرات الثلجية) (الإنجليزية)
- تايلر بالمر على موقع أوليمبيديا (الإنجليزية)